# كاسكاسكيا
كاسكاسكيا (إلينوي) (بالإنجليزية: Kaskaskia, Illinois)‏ هي منطقة سكنية تقع في الولايات المتحدة في إلينوي. يقدر عدد سكانها بـ 14 نسمة .

## أعلام
- توماس دونكان
- لوسيان ماكسويل
- جيمس إل. د. موريسون
- شدرخ بوند